# Ilhas Marshall Bennett
As ilhas Marshall Bennett são um grupo de ilhas da Papua-Nova Guiné, na baía de Milne. Também são conhecidas como Marshall Bennets.
As ilhas são:
- Gawa
- Dugumenu
- Iwa
- Kwaiawata
- Atil Egum com 12 ilhas
  - Yanaba  (recife)
  - Egom (lagoa)
  - ilhas desabitadas no recife
    - Digaragara
    - Wiakau (segunda maior)
    - Napasa
    - ilha sem designação
    - Tabunagora
    - Nagian

  - ilhas desabitadas na lagoa
    - Mua
    - Fandaio
    - Simlakita
    - Nasakori (Panamote)

São habitualmente consideradas parte do grupo da Ilha Woodlark. Das ilhas principais do arquipélago só Dugumenu é desabitada.